# Morančani
Morančani su naselje u općini Tuzla, Federacija BiH, BiH.

## Povijest
U Morančanima je prva kuća za svećenika 1854. godine na crkvenom zemljištu. U Kreševu je na sastanku 1. travnja 1854. odlučeno je da se utemelji samostalna kapelanija kojoj će sjedište biti Morančani. Ondašnjoj kapelaniji pripadali su: Usino, Morančani, Ljubače, Živinice, Dubrave, Par Selo, Pasci, Poljana, Pozar i Medovici. U Morančanima je sjedište župe koja pripada tuzlanskom dekanatu. Patron je sv. Juraj mučenik. Župa je osnovana 1856. godine. Jedna je od triju župa koja su najstarije u dekanatu, skupa sa župom sv. Ante Padovanskog Lukavac i župe svetog Petra i Pavla Tuzla. Službeno je utemeljena 1857./58. godine odvajanjem pojedinih naselja od Tuzle. Svoje matice župa ima od osamostaljenja.
U Morančanima su u teškim vremenima i muslimani nalazili utočište. Kad je Austro-Ugarska zaposjedala BiH, dio muslimana bio je za to da ako ne može ostati Turska, neka dođe za vlast druga velesila. Pred dolazak na dva do tri mjeseca prije u Tuzli su se skupljali potpisi od ehalije, tražeći od europskih sila da dođu Austrijanci u Bosni za postaviti red, da će braniti narod i uvesti red. U narodu je bila i protivna struja koja je htjela i radila da stvari ostanu po starom i braniti domovinu od svakog napadača, koji bi pošao na Bosnu. Uz ovu struju pristali su mnogi muslimani. Austrijska carska vojska je napredovala u zaposjedanju BiH i naselja u Bosni redom su padala i među zadnjima su ostali Tuzla i Zvornik. Kad su ušli u Tuzli na mjesto starog paše postavili su novog Alijagu Talirevića kao starješinu, a starog Muhetin-pašu internirali. Dok je trajala borba s carskom vojskom, skupljači potpisa, proaustrijanci, skrivali su se od od ehalije i muftije Taslidžaka. Brojni su prije nego što je muftija došao u Tuzlu pobjegli preobučeni u feredže. Šemsi-beg Tuzlić u feredži je pobjegao u Morančane kod fratara, koji su ga skrivali kod sebe, sve dok nisu došli panduri proaustrijskog starješine Alijage i odveli ga k obitelji u Dobrnju. Ostao je u Dobrnji sve dok nisu austrijske snage ušle u Tuzlu, koju su Austrijanci zauzeli nakon duge borbe.
Godine 1913. sagrađena je današnja župna crkva sv. Jurja, koja je do danas nekoliko puta obnavljana. Drugi župni stan izgrađen je 1968. i 1969. godine. Danas župom upravlja dijecezanski (biskupski) svećenik. Morančanskoj župi pripadaju naselja Breze, Ljubače, Morančani i Poljana (filijalna crkva). Od župe su se odvojila neka naselja koje su postale nove kapelanije, poslije župe: Živinice (1969.), Par Selo (1986.) i Husino (1997.).
Župnici u Morančanima bili su Dragan Dujmušić, njegov brat, Anto Čović, Starčević, Emil Čondrić, Blaž Ikić, Anto Ćosić, Matija Pezer, Franjo Mrak, kapelani su bili Đuro Zrakić, Augustin Oršolić, Franjo Pilić i drugi. Mati svećenika Ante Stjepića rodom je iz Morančana. Nadbiskup Marko Jozinović također je službovao u Morančanima.

## Stanovništvo
| Morančani          |       |       |       |       |
| godina popisa      | 1991. | 1981. | 1971. | 1961. |
| Hrvati             | 315   | 341   | 354   | 357   |
| Srbi               | 12    | 11    | 5     | 3     |
| Muslimani          | 6     | 2     |       |       |
| Crnogorci          |       |       |       | 1     |
| Jugoslaveni        | 38    | 11    |       |       |
| ostali i nepoznato | 24    | 5     | 1     | 2     |
| ukupno             | 395   | 370   | 360   | 363   |

## Vanjske poveznice
- Župa Morančani (Tuzla), Travnik, Datum objavljivanja: 17. srp 2011., Izvor: www.rtvfbih.ba